# Saint-Aubin-sur-Quillebeuf

Saint-Aubin-sur-Quillebeuf este o comună în departamentul Eure, Franța. În 1 ianuarie 2022 avea o populație de 757 de locuitori.